# Joseph Hardtmuth
Joseph Hardtmuth (Asparn an der Zaya, 13 de fevereiro de 1758 — Viena, 23 de maio de 1816) foi um arquiteto e inventor austríaco.